# Pierre Perrot
Pour les articles homonymes, voir Perrot.
Pierre Perrot, né le 23 janvier 1789 à Saint-Hélier et mort le 3 janvier 1843, est un connétable (maire), juré-justicier et journaliste jersiais. Pierre Perrot fut le fondateur du premier journal en langue française de l'île, la Chronique de Jersey, en 1814.

## Biographie
Pierre Perrot prit la mer à l'âge de 16 ans comme pirate à bord du navire-corsaire le "Hope" durant les guerres napoléoniennes. Il capturait les bateaux français naviguant au large des îles Anglo-Normandes pour les détourner vers l'île de Jersey. Mais, un jour, le "Hope" fit naufrage. L'équipage fut secouru et capturé par les garde-côtes de la Marine française. Pierre Perrot fut emmené prisonnier à Valenciennes. Étant bilingue, il fut choisi comme interprète du commandant, qui lui autorisa une certaine liberté de mouvement. Il en profita pour s'échapper en 1811. Il atteignit la côte, prit un petit bateau et fut secouru par une frégate anglaise.
Pierre Perrot fut le fondateur du premier journal en langue française la Chronique de Jersey en 1814. Il était surnommé le "Petit Pierrot". Il fut parfois assailli et agressé dans la rue en raison de son soutien au parti Rose. Il semble avoir accepté cette situation avec philosophie comme l'un des risques de son métier. En 1830, il se présenta à la mairie de Saint-Hélier, mais fut battu par son adversaire Francois Godfray. Il se représenta aux élections de 1833 et fut élu connétable (maire) de Saint-Hélier. Il fut réélu en 1837. En devant maire, il a laissé la rédaction en chef de la Chronique de Jersey à son collègue Philippe Huelin. Pierre Perrot eut cinq enfants, dont l'un, George Perrot, qui devint Centenier fut chroniqueur et journaliste de La Chronique de Jersey, sous le pseudonyme de Hibou. "La Chronique de Jersey" paraîtra durant 25 années et cessera de paraître en 1840.
En 1839, un poste laissé vacant sur le banc des jurats lui permit d'être élu à l'unanimité juré-justicier. En devenant juge, il se retira de la politique.
Pierre Perrot meurt le 3 janvier 1843 à la suite d'une longue maladie.